# Miroslav Matiaško
Miroslav Matiaško (Handlová, 14 luglio 1982) è un ex biatleta slovacco.

## Biografia

### Stagioni 2001-2006
Miroslav Matiaško, originario di Turčianske Teplice, fratello di Marek (a sua volta biatleta) e attivo dalla stagione 2000-2001,  ha esordito in Coppa del Mondo il 20 dicembre 2002 a Osrblie in staffetta (14º); nella stessa stagione ai Mondiali juniores di Kościelisko 2003 ha vinto la medaglia d'argento nell'individuale e ai Mondiali di Chanty-Mansijsk 2003, suo esordio iridato, si è classificato 69º nell'individuale, 67º nella sprint e 14º nella staffetta.
Ai Mondiali di Oberhof 2004 si è piazzato 33º nell'individuale, 66º nella sprint e 10º nella staffetta e a quelli di Hochfilzen/Chanty-Mansijsk 2005 93º nell'individuale e 14º nella staffetta; l'anno dopo ai XX Giochi olimpici invernali di Torino 2006, suo esordio olimpico, è stato 38º nell'individuale, 51º nella sprint, 49º nell'inseguimento e 14º nella staffetta e ai Mondiali di Pokljuka 2006 si è classificato 25º nella staffetta mista.

### Stagioni 2007-2012
Ai Mondiali di Anterselva 2007 si è piazzato 37º nell'individuale, 82º nella sprint, 15º nella staffetta e 15º nella staffetta mista, a quelli di Östersund 2008 80º nell'individuale, 72º nella sprint e 9º nella staffetta e a quelli di Pyeongchang 2009 35º nell'individuale e 12º nella staffetta; l'anno dopo ai XXI Giochi olimpici invernali di Vancouver 2010 è stato 46º nell'individuale, 75º nella sprint e 14º nella staffetta.
Il 16 dicembre 2010 ha ottenuto a Pokljuka in individuale il miglior risultato individuale in Coppa del Mondo (6º) e ai successivi Mondiali di Chanty-Mansijsk 2011 si è classificato 81º nell'individuale, 89º nella sprint, 17º nella staffetta e 11º nella staffetta mista; ha conquistato l'unico podio in Coppa del Mondo il 10 febbraio 2012 a Kontiolahti in staffetta mista (3º) e ai successivi Mondiali di Ruhpolding 2012 si è piazzato 73º nella sprint.

### Stagioni 2013-2016

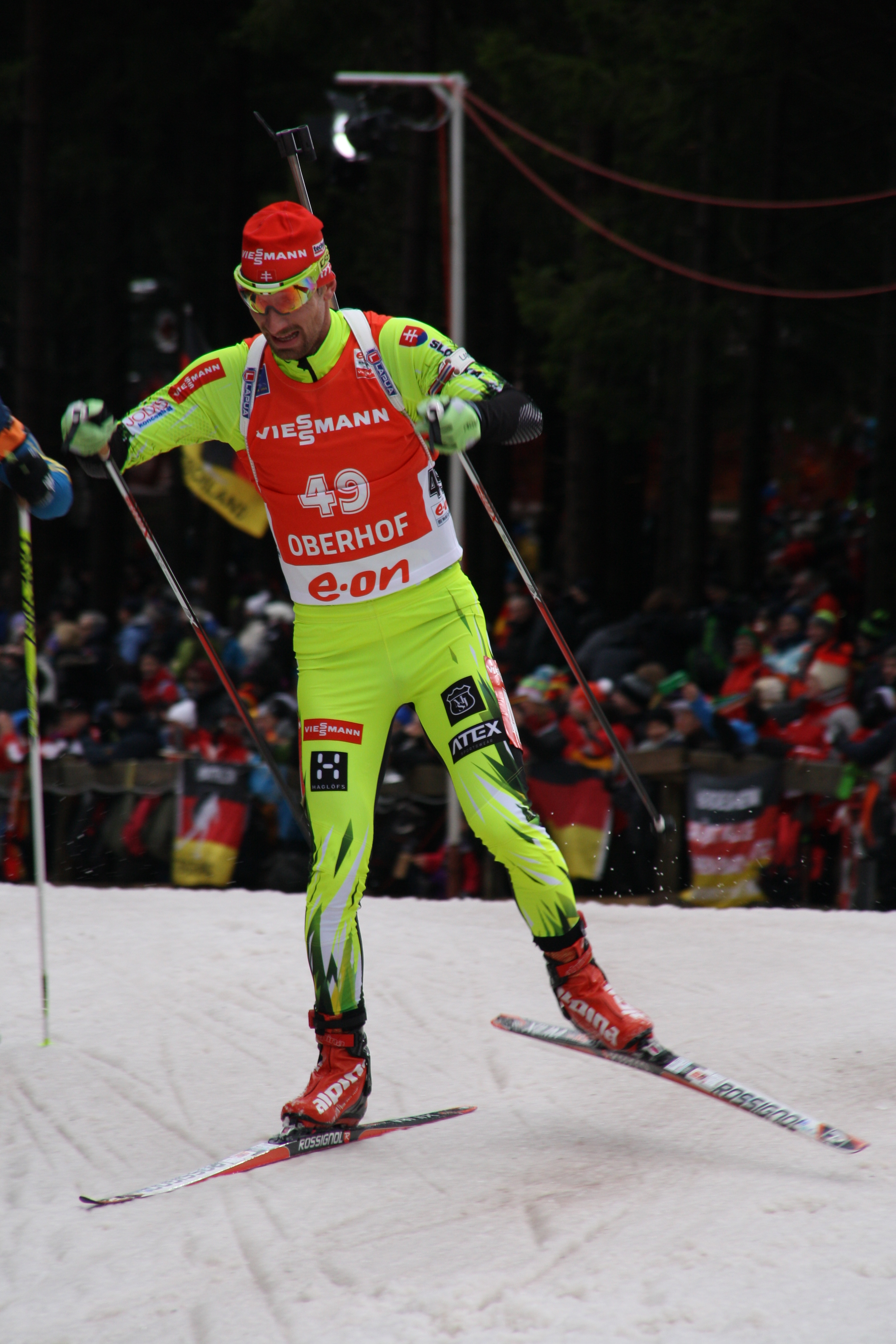
Miroslav Matiaško in gara a Oberhof nel 2014

Ai Mondiali di Nové Město na Moravě 2013 è stato 32º nell'individuale, 57º nella sprint, 54º nell'inseguimento e 9º nella staffetta; l'anno dopo ai XXII Giochi olimpici invernali di Soči 2014, sua ultima presenza olimpica, si è classificato 56º nell'individuale e 11º nella staffetta.
Ai Mondiali di Kontiolahti 2015 si è piazzato 45º nell'individuale, 74º nella sprint e 11º nella staffetta; ha preso per l'ultima volta il via in Coppa del Mondo il 13 febbraio 2016 a Presque Isle in staffetta (12º) e si è congedato dalle competizioni in occasione dei successivi Mondiali di Oslo 2016, dove è stato 76º nell'individuale.

## Palmarès

### Mondiali juniores
- 1 medaglia:
  - 1 argento (individuale a Kościelisko 2003)

### Coppa del Mondo
- Miglior piazzamento in classifica generale: 68º nel 2013
- 1 podio (a squadre):
  - 1 terzo posto